# Річард Ровлз
Річард Ровлз (англ. Richard Rowles, 3 січня 1973, Лае, Моробе, Папуа Нова Гвінея) — австралійський боксер, призер Ігор Співдружності.

## Аматорська кар'єра
На Іграх Співдружності 1994 в категорії до 67 кг завоював бронзову медаль.
На Олімпійських іграх 1996 програв у першому бою Дьйордю Міжеї (Угорщина) — 2-10.
На Олімпійських іграх 2000 в першому бою переміг Хуана Убалдо (Домініканська Республіка) — 16-7, а в другому достроково програв Аднану Чатичу (Німеччина).